# Krinkelt

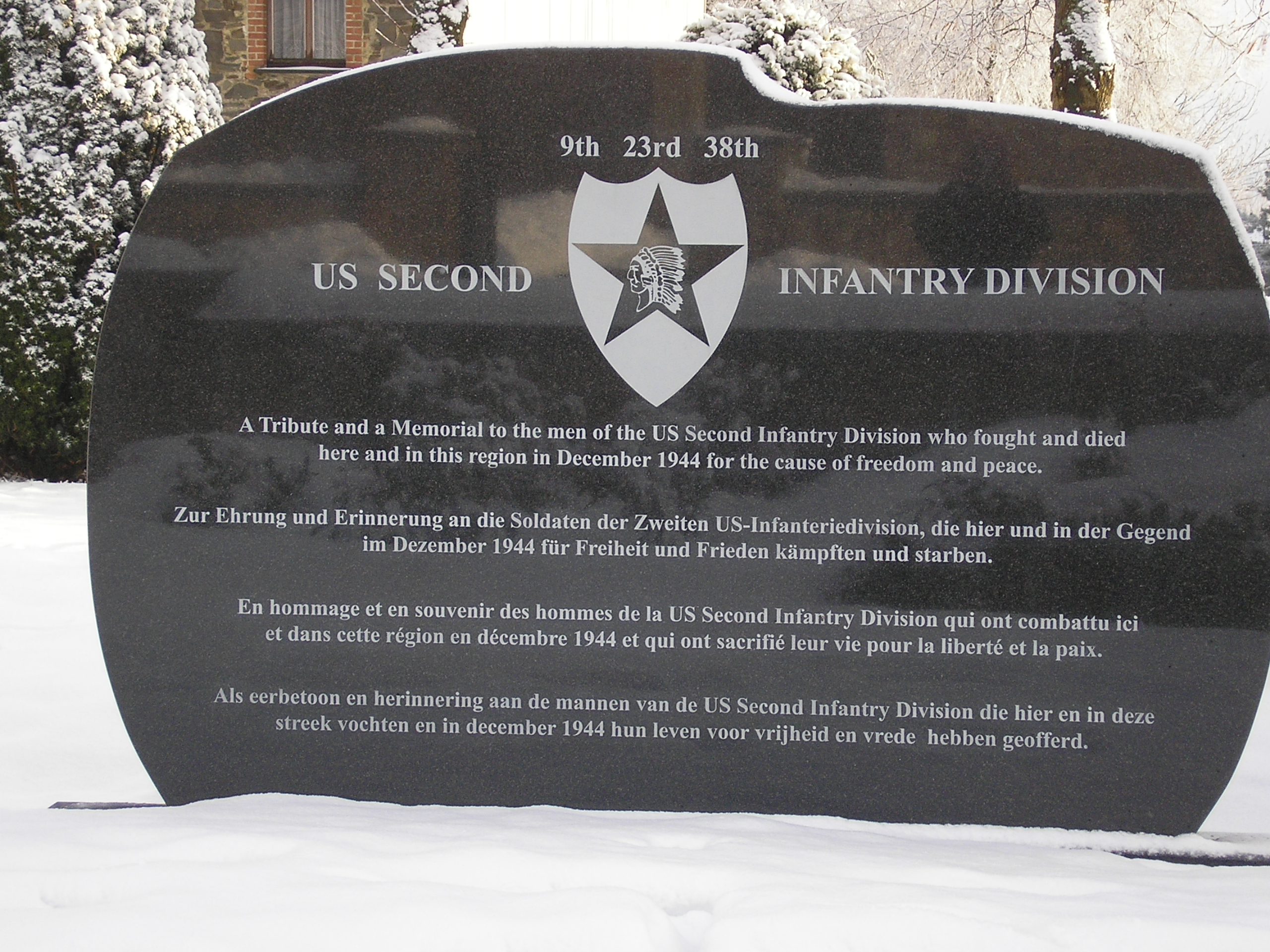
Monument 2e Infanterieregiment

Krinkelt is een plaats in de deelgemeente Rocherath van de gemeente Büllingen en ligt in de Belgische provincie Luik. Krinkelt vormt samen met het er aan vastgegroeide Rocherath een dubbeldorp.

## Geschiedenis
Krinkelt werd vermoedelijk al in de 8e of 9e eeuw gesticht. Van hier uit werd in de 12e eeuw het dorp Rocherath gesticht. Vooral in de 14e eeuw, toen de pest heerste, vestigden zich inwoners van Krinkelt in Rocherath. Tegenwoordig zijn de dorpen aan elkaar vastgebouwd.

## Bezienswaardigheden
- Sint-Jan-de-Doperkerk, de hoogst gelegen kerk van België.
- Monument ter gedachtenis van het 2e infanterieregiment uit de USA, zie ook: Slag bij Wahlerscheid.

## Nabijgelegen kernen
Rocherath, Mürringen, Berg, Büllingen
Deelgemeenten: Büllingen · Manderfeld · Rocherath

Overige kernen: Afst · Allmuthen · Andler Mühle · Berterath · Buchholz · Eimerscheid · Hasenvenn · Hergersberg · Holzheim · Honsfeld · Hüllscheid · Hünningen · Igelmonder Hof · Igelmondermühle · Kehr · Krewinkel · Krinkelt · Lanzerath · Losheimergraben · Medendorf · Merlscheid · Mürringen · Weckerath · Wirtzfeld

Belgische gemeenten · Duitstalige Gemeenschap · Arrondissement Verviers · Luik · Wallonië